# Лебедев, Алексей Иванович (1920—1995)
Алексей Иванович Лебедев (1920—1995) — генерал-майор Советской Армии, участник Великой Отечественной войны, Герой Советского Союза (1946).

## Биография
Алексей Лебедев родился 21 марта 1920 года в селе Кулиги (ныне — Нерехтский район Костромской области). Окончил неполную среднюю школу и Горьковский автомеханический техникум. В 1940 году Лебедев был призван на службу в Рабоче-крестьянскую Красную Армию. В 1941 году он окончил Энгельсскую военную авиационную школу пилотов. С октября 1942 года — на фронтах Великой Отечественной войны. В декабре 1943 года был ранен.
К январю 1945 года гвардии капитан Алексей Лебедев командовал эскадрильей 71-го гвардейского штурмового авиаполка 3-й гвардейской штурмовой авиадивизии 9-го штурмового авиакорпуса 16-й воздушной армии 1-го Белорусского фронта. К тому времени он совершил 82 боевых вылета на штурмовку скоплений боевой техники и живой силы противника, нанеся ему большие потери, принял участие в 11 воздушных боях, сбив 4 вражеских самолёта.
Указом Президиума Верховного Совета СССР от 15 мая 1946 года за «образцовое выполнение заданий командования и проявленные мужество и героизм в боях с немецкими захватчиками» гвардии капитан Алексей Лебедев был удостоен высокого звания Героя Советского Союза с вручением ордена Ленина и медали «Золотая Звезда».
Участвовал в боях советско-японской войны. После её окончания продолжил службу в Советской Армии. В 1949 году он окончил Военно-воздушную академию, в 1955 году — Военно-дипломатическую академию. Служил в Главном разведывательном управлении Генерального штаба. Был военным атташе при посольствах СССР в различных странах мира, активно занимался разведывательной деятельностью, вербовал агентов, переправлял в СССР образцы американских вооружений, захваченных вьетнамцами во время Вьетнамской войны. В 1979 году в звании генерал-майора авиации Лебедев был уволен в запас. Проживал в Москве. Скончался 13 ноября 1995 года, похоронен на Троекуровском кладбище Москвы.
Был также награждён тремя орденами Красного Знамени, орденом Александра Невского, двумя орденами Отечественной войны 1-й степени, двумя орденами Красной Звезды, орденом «За службу Родине в Вооружённых Силах СССР» 3-й степени, рядом медалей.